# 코인라커 (영화)
"코인라커"는 2015년에 개봉한 대한민국의 영화이다.

## 캐스팅
- 이영훈 : 상필 역
- 손여은 : 연 역
- 정욱 : 재곤 역
- 정우진 : 건호 역
- 김용민 : 경철 역
- 김준원 : 혁중 역
- 배소현 : 수미 역
- 손희순 : 상주할머니 역
- 편보승 : 성인 건호 역
- 한지은 : 헬스장여자2 역
- 박경환 : 신 사장 역
- 김동현 : 문방 2 역
- 서호철 : 문방 3 역
- 백수련 : 하우스장 역 (특별출연)